# Don't Try This at Home
Albums de Billy Bragg
The Internationale
(1990) William Bloke
(1996)
Don't Try This at Home est un album de Billy Bragg sorti en septembre 1991.

## Enregistrement
Plusieurs invités apparaissent sur l'album : Johnny Marr des Smiths, Peter Buck et Michael Stipe de R.E.M., Kirsty MacColl ou encore Danny Thompson.

## Réception
À sa sortie, Don't Try This at Home se classe no 8 des ventes au Royaume-Uni. Les singles Sexuality et You Woke Up My Neighbourhood atteignent respectivement la 27e et la 54e place du hit-parade britannique.

## Titres
Toutes les chansons sont de Billy Bragg, sauf mention contraire.
1. Accident Waiting to Happen – 4:00
2. Moving the Goalposts – 2:34
3. Everywhere (Sid Griffin (en), Greg Trooper (en)) – 4:58
4. Cindy of a Thousand Lives – 4:14
5. You Woke Up My Neighbourhood (Billy Bragg, Peter Buck) – 3:10
6. Trust – 4:11
7. God's Footballer – 3:03
8. The Few – 3:26
9. Sexuality (Billy Bragg, Johnny Marr) – 3:47
10. Mother of the Bride – 3:34
11. Tank Park Salute – 3:28
12. Dolphins (Fred Neil) – 4:19
13. North Sea Bubble – 3:18
14. Rumours of War – 2:49
15. Wish You Were Her – 2:46
16. Body of Water – 3:56

## Musiciens
- Billy Bragg : chant, guitare acoustique, guitare électrique, claviers

- Lorraine Bowen (en) : clarinette, chœurs
- Peter Buck : guitare acoustique, mandoline
- Andy Carlson : violon
- James Eller : basse
- Caroline Hall : trombone
- Andy Hobson : basse
- J. F. T. Hood : batterie, percussions
- Dave Johnson : harmonica
- John Keane : basse, pedal steel guitar
- Stephen Lewis : chœurs
- Jody Linscott (en) : percussions
- Kirsty MacColl : chœurs
- Elliet Mackrell : violon
- Johnny Marr : guitare acoustique, guitare électrique, claviers, chœurs
- Julia Palmer : violoncelle
- Mary Ramsey (en) : violon, alto, arrangements
- Victoria Taylor Roberts : chœurs
- Michael Stipe : chœurs
- Andy Szabo : chœurs
- Danny Thompson : violon, alto, contrebasse, arrangements
- Cara Tivey : piano, chœurs
- Amanda Vincent : piano
- Wiggy : basse, guitare acoustique, guitare électrique, mandoline
- Dave Woodhead : bugle, trompette